# N425 (België)
De N425 is een gewestweg in België, die bekendstaat als toeristische weg. De N425 vormt de verbinding met de N36, de N60b en de N454. De route heeft een lengte van ongeveer 6 kilometer. Tussen de N60 en de N454 (Muziekbos) heet deze de Ommegangstraat, doordat hier jaarlijks de Fiertelommegang langskomt. Het westelijke gedeelte van de N425, Zandstraat genaamd,  loopt over de Hotondberg (helling Hoogberg-Hotond) langs de Hotondmolen en het natuurgebied Hotond-Scherpenberg.